# Cartílago corniculado
Los cartílagos corniculados (cartílagos de Santorini) son dos pequeños nódulos cónicos formados por cartílago elástico, que se articulan con las cúspides de los cartílagos aritenoides y sirven para prolongarlos posteriormente y medialmente.
Están situados en las partes posteriores de los pliegues ari-epiglóticos de la membrana mucosa, y a veces están fusionados con los cartílagos aritenoides.

## Epónimo
Proviene de Giovani Domenico Santorini. La palabra "corniculado" tiene la raíz latina cornu, que significa "proyecciones con forma de cuerno". Las proyecciones del cartílago corniculado parecen cuernos, de ahí el nombre.

## Imágenes adicionales

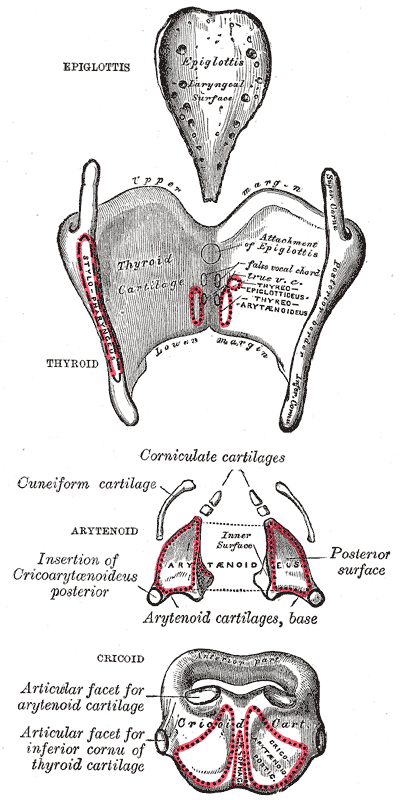
Los cartílagos de la laringe. Vista posterior.
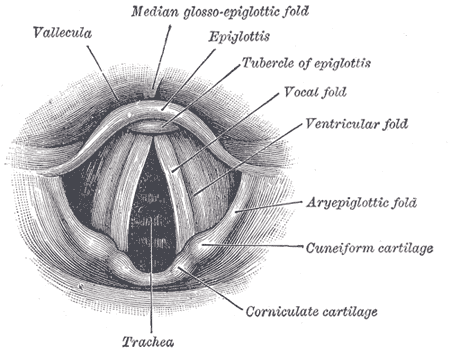
Vista laringoscópica del interior de la laringe.
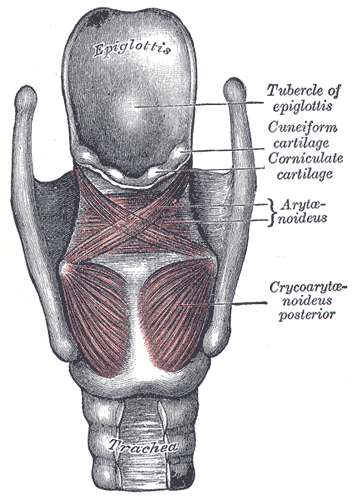
Músculos de la laringe. Vista posterior.
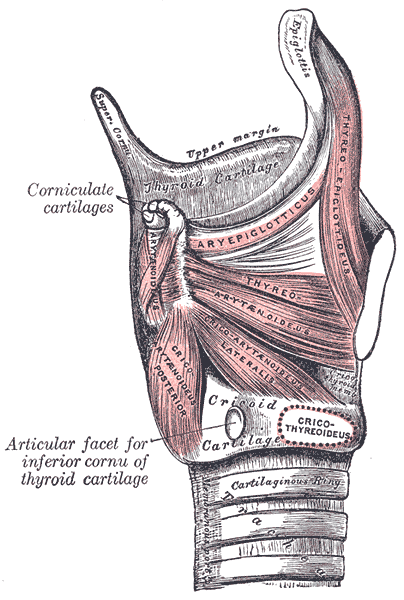
Músculos de la laringe. Vista lateral. Lámina derecha del cartílago tiroideo retirada.
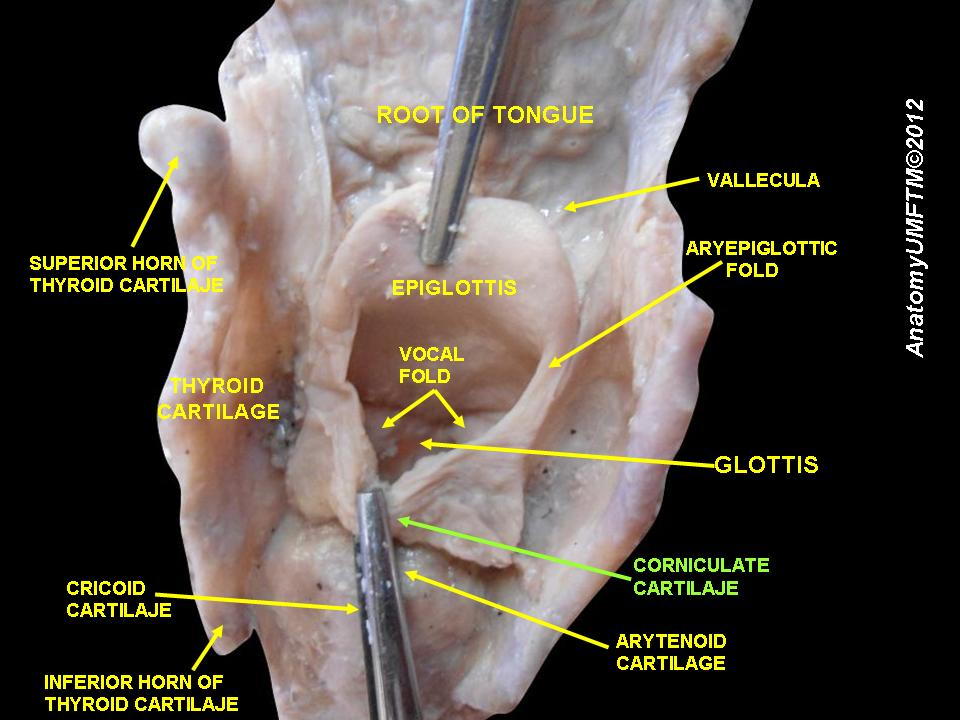
Cartílagos corniculados.